# 山前王
山前王（やまくまおう/やまくまのおおきみ、生年不詳 - 養老7年12月20日（723年1月20日））は、飛鳥時代から奈良時代にかけての皇族。天武天皇の孫。知太政官事・忍壁皇子の子。官位は従四位下・刑部卿。

## 経歴
慶雲2年（705年）6月に父の知太政官事・忍壁皇子が没すると、同年12月に山前王は二世王の蔭位により従四位下に直叙される。その後、刑部卿などを歴任したが、目立った事績がないまま養老7年（723年）12月20日卒去。最終官位は散位従四位下。

## 人物
『万葉集』に、兄弟の石田王が没した際に詠んだ挽歌1首（一説では柿本人麻呂作）と、紀皇女が没した際に石田王に代わって詠んだ挽歌2首の、合わせて3首の和歌作品が採録されている。『懐風藻』にも漢詩作品1首が採録されている。

## 官歴
『続日本紀』による。
- 慶雲2年（705年） 12月27日：従四位下（直叙）
- 時期不詳：刑部卿
- 養老7年（723年） 12月20日：卒去（散位従四位下）

## 系譜
- 父：忍壁皇子
- 母：不詳
- 妻：栗前氏
  - 女子：池原女王（栗前枝女）[4]
- 生母不詳
  - 男子：葦原王[5]

天平宝字5年（761年）に子息の葦原王は殺人を犯したために、龍田真人姓を与えられ、臣籍降下させられている。